# برلیانس بی‌اس۶
برلیانس بی‌اس۶ (به انگلیسی: Brilliance BS6) خودرویی است که از سال ۲۰۰۰ تا ۲۰۱۰ در شن‌یانگ، لیائونینگ، جمهوری خلق چین و ششم اکتبر، مصر تولید شده‌است. طول آن در حالت طبیعی ۴٬۸۸۰ میلیمتر (۱۹۲٫۱ اینچ) است.